# Dekanat Omišalj
Dekanat Omišalj – jeden z 6 dekanatów rzymskokatolickich wchodzących w skład diecezji Krk w Chorwacji. 
Według danych na październik 2015 roku, w jego skład wchodziło 8 parafii.

## Lista parafii
Źródło:
| Lp. | Miejscowość | Parafia                                        | Proboszcz                | Adres parafii                             | Kościół                                                    | Grafika |
| --- | ----------- | ---------------------------------------------- | ------------------------ | ----------------------------------------- | ---------------------------------------------------------- | ------- |
| 1   | Omišalj     | Parafia Wniebowzięcia Najświętszej Maryi Panny | vlč. dr. Anton Bozanić   | Prikešte 19, 51513 Omišalj                | Kościół Wniebowzięcia Najświętszej Maryi Panny w Omišalj   |         |
| 2   | Dobrinj     | Parafia św. Szczepana, pierwszego męczennika   | vlč. Dinko Justinić      | Dobrinj kbr 68, 51514 Dobrinj             | Kościół św. Szczepana w Dobrinj                            |         |
| 3   | Dubašnica   | Parafia św. Apolinarego, biskupa i męczennika  | vlč. Marin Dašek         | Bogovići, Dubašljanska 29, 51511 Malinska | Kościół św. Apolinarego w Dubašnica                        |         |
| 4   | Kras        | Parafia św. Antoniego Padewskiego              | vlč. Vjekoslav Martinčić | Kras kbr 76, 51514 Dobrinj                | Kościół św. Antoniego Padewskiego w Kras                   |         |
| 5   | Njivice     | Parafia Narodzenia Najświętszej Maryi Panny    | vlč. Božidar Volarić     | Ilovik kbr 13, 51552 Ilovik               | Kościół Narodzenia Najświętszej Maryi Panny w Njivice      |         |
| 6   | Polje       | Parafia Narodzenia Najświętszej Maryi Panny    | vlč. Ivan Brnić st.      | Stanišće 10, Polje, 51515 Šilo            | Kościół Narodzenia Najświętszej Maryi Panny w Polje        |         |
| 7   | Rasopasno   | Parafia Wniebowzięcia Najświętszej Maryi Panny | vlč. Anđelko Badurina    | Rasopasno kbr 61, 51511 Malinska          | Kościół Wniebowzięcia Najświętszej Maryi Panny w Rasopasno |         |
| 8   | Sveti Vid   | Parafia św. Michała Archanioła                 | Ivan Turčić              | Sv. Vid kbr 117, 51511 Malinska           | Kościół św. Michała Archanioła w Sveti Vid                 |         |